# Werner Remmers
Werner Remmers (ur. 3 grudnia 1930 w Papenburgu, zm. 19 marca 2011) – niemiecki polityk i działacz społeczny związany z chrześcijańską demokracją. Był m.in. ministrem kultury i ochrony środowiska w rządzie Dolnej Saksonii oraz wiceprezesem Centralnego Komitetu Niemieckich Katolików. W okresie 1992–2001 przewodniczył stowarzyszeniu Maximilian-Kolbe-Werk.